# Вињоне I (Варезе)
Вињоне I је насеље у Италији у округу Варезе, региону Ломбардија.
Према процени из 2011. у насељу је живело 16 становника. Насеље се налази на надморској висини од 481 м.